# Vanessa Beecroft

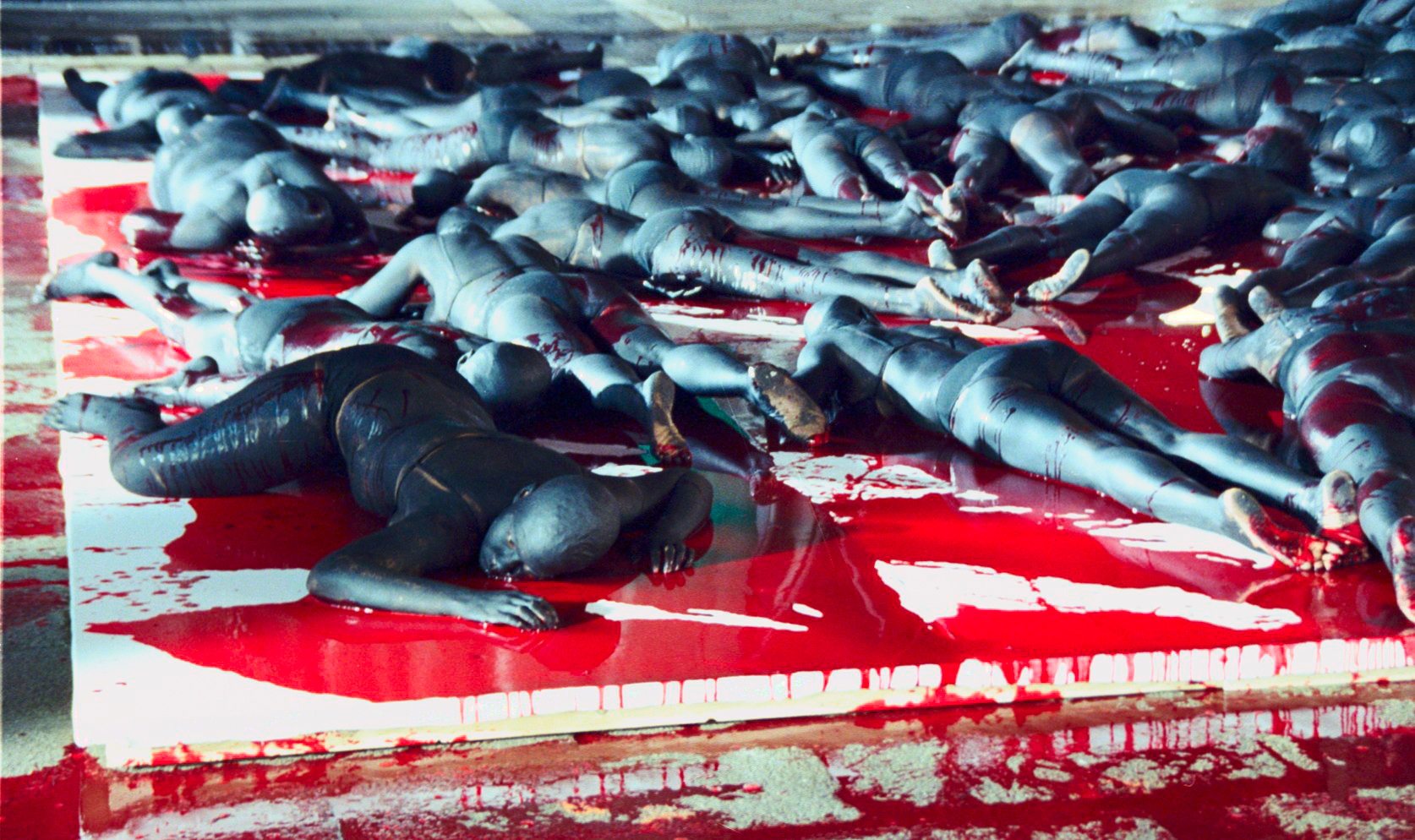
Still Death! Darfur Still Death 2007.

Vanessa Beecroft (Genova, 25 aprile 1969) è un'artista italiana, specializzata nell'espressione artistica tramite tableau vivant.

## Biografia
Di madre italiana e padre britannico, ha trascorso parte della sua infanzia a Malcesine (sul lago di Garda).
Tornata a Genova, dopo aver frequentato il liceo artistico del capoluogo ligure ed essersi diplomata in Pittura all'Accademia Ligustica di Belle Arti, segue i corsi di spettacolo dell'associazione "La chiave" di Campopisano (Genova) diretta da Mimmo Chianese; si iscrive alla Facoltà di Architettura, per poi trasferirsi all'Accademia di Belle Arti di Brera a Milano, dove si diploma in Scenografia nel 1993.
La scelta espressiva della Beecroft è stata quella di pensare e realizzare performance, utilizzando il corpo di giovani donne più o meno nude, mosse secondo precise coreografie, con opportuni commenti musicali o con il variare delle luci. 
Ciascuna delle partecipanti deve attenersi a una serie di norme che Beecroft stabilisce prima di ciascuna azione, con l'obiettivo di comporre ''quadri viventi'', esponendo in gallerie e musei di arte contemporanea. 
Beecroft pone al centro della propria riflessione i temi dello sguardo, del desiderio e del mondo della moda.
La sua prima performance si è tenuta presso la galleria Luciano Inga Pin a Milano, durante il Salon Primo dell'Accademia di Belle Arti di Brera, mentre la sua prima mostra personale è del 1994, tenutasi presso la galleria Fac-Simile a Milano, dove esponeva anche il suo ex compagno Miltos Manetas.
Dal 1998 le sue performances hanno occupato gli spazi di numerosi musei internazionali, tra cui il Guggenheim di New York, il Whitney Museum of American Art e la Kunsthalle di Vienna.

## Opere nei musei
- ARCOS - Museo d'Arte Contemporanea Sannio di Benevento.
- Galleria d'Arte Moderna Palazzo Forti di Verona.
- Galleria Nazionale d'Arte Moderna di Roma, con l'opera video Vanessa Beecroft 48. Riflessioni sui rapporti tra arte e globalizzazione.
- MACK - Museo Arte Contemporanea di Crotone.
- MAMbo - Museo d'Arte Moderna di Bologna, con una foto e una diapositiva.
- MAXXI - Museo nazionale delle arti del XXI secolo, sezione d'arte figurativa di Roma.
- PART-Palazzi dell'Arte Rimini di Rimini.
- Collezione Roberto Casamonti, Firenze